# Municipio de Athens (Dakota del Norte)
El municipio de Athens (en inglés: Athens Township) es un municipio ubicado en el condado de Williams en el estado estadounidense de Dakota del Norte. En el año 2010 tenía una población de 22 habitantes y una densidad poblacional de 0,24 personas por km².

## Geografía
El municipio de Athens se encuentra ubicado en las coordenadas 48°24′14″N 103°36′34″O / 48.40389, -103.60944. Según la Oficina del Censo de los Estados Unidos, el municipio tiene una superficie total de 93.23 km², de la cual 92,89 km² corresponden a tierra firme y (0,36 %) 0,34 km² es agua.

## Demografía
Según el censo de 2010, había 22 personas residiendo en el municipio de Athens. La densidad de población era de 0,24 hab./km². De los 22 habitantes, el municipio de Athens estaba compuesto por el 100 % blancos. Del total de la población el 0 % eran hispanos o latinos de cualquier raza.